# پیزارو (ویرجینیا)
پیزارو (به انگلیسی: Pizarro) یک منطقهٔ مسکونی در ایالات متحده آمریکا است که در شهرستان فلوید، ویرجینیا واقع شده‌است.